# 旌德文庙
30°17′22″N 118°32′10″E / 30.28944°N 118.53611°E
旌德文庙位于中国安徽省宣城市旌德县旌阳镇营坎路，2013年被列为第七批全国重点文物保护单位。
旌德文庙始建于北宋，元、明、清及民国年间均有过修缮，占地面积4655.21平方米，建筑面积1463.81平方米。旌德文庙坐北朝南，由泮池泮桥、戟门、名宦祠、乡贤祠、东庑、西庑、东斋房、西斋房、大成殿、文昌塔等建筑组成。